# Krasnoselivka, Bilohirsk
Krasnoselivka (în ucraineană Красноселівка) este un sat în comuna Krînîcine din raionul Bilohirsk, Republica Autonomă Crimeea, Ucraina.

## Demografie
Componența lingvistică a localității Krasnoselivka
     Rusă (85,14%)
     Ucraineană (8,11%)
     Tătară crimeeană (5,41%)
Conform recensământului din 2001, majoritatea populației localității Krasnoselivka era vorbitoare de rusă (85,14%), existând în minoritate și vorbitori de ucraineană (8,11%) și tătară crimeeană (5,41%).